# Armoriale dei comuni delle isole Åland
Questa pagina contiene le armi (stemma e blasonatura) dei comuni finlandesi appartenenti alla regione delle Isole Åland.
|  | Regione delle Isole Åland Sinisessä kentässä kävelevä kultainen saksanhirvi. Kruunu: kreivikunnan kruunu. (d'azzurro, al cervo passante d'oro; lo scudo cimato da una corona di conte) |

## Comuni e città attuali
| Stemma | Nome del comune e blasonatura |
| ------ | --- |
|        | Brändö Aaltokoroisen kilven punaisessa yläkentässä lentävä hopeinen lokki, hopeisessa alakentässä kala. (troncato spinato di rosso, al gabbiano volante d'argento, e d'argento, al pesce di rosso, alettato del campo)                                                                                    |
|        | Eckerö Hopeakentässä punainen rahtivene, jonka raakapurjekin on punainen. (d'argento, alla barca da carico con la vela quadrata, il tutto di rosso) |
|        | Finström Punaisessa kentässä kultatammi alaisen, aaltokoroisen hopeahirren yläpuolella. (di rosso, alla burella ondata abbassata d'argento, sormontata da una quercia sradicata d'oro, fogliata di cinque pezzi)                                                                                          |
|        | Föglö Sinisessä kentässä kolme yläviistoon lentävää kultaista sorsaa asetettuina 2 + 1. (d'azzurro, a tre anatre spiegate volanti d'oro poste in banda e ordinate 2, 1) |
|        | Geta Sinisessä kentässä pystyyn kavahtanut kultapukki. (d'azzurro, all'ariete saliente d'oro) |
|        | Hammarland Sinisessä kentässä kohti kääntynyt kultainen viikinkilaiva; kultatyviössä punainen kolmoisvuori. (d'azzurro, alla nave vichinga d'oro posta di fronte, alla campagna d'oro caricata da un monte di tre cime di rosso uscente dalla punta)                                                      |
|        | Jomala Sinisessä kentässä Pyhä Olavi istumassa valtaistuimella pidellen valtakunnanomenaa ja sotakirvestä, kaikki kultaa. (d'azzurro, al Sant'Olaf seduto sul trono, tenente un mondo con la destra e un'ascia d'armi con la sinistra, il tutto d'oro)                                                    |
|        | Kumlinge Punaisessa kentässä kultainen kotka siivet levällään seisomassa hopeakivien muodostamalla merimerkillä. (di rosso, all'aquila spiegata d'oro, sostenuta da un segnale marino formato di pietre d'argento)                                                                                        |
|        | Kökar Sinisessä kentässä hyppäävä hopeakala, jonka varukset punaiset. (d'azzurro, al pesce saltante d'argento, alettato di rosso) |
|        | Lemland Mustassa kentässä kultainen kappeli, jossa kaksi punaista ikkunaa: katon harjalla kaksi kultaristiä, joiden sakarat päättyvät punaisiin kolmioihin. (di nero, alla cappella d'oro, finestrata di rosso di due pezzi, con due croci sul tetto, entrambe d'oro e terminanti con triangoli di rosso) |
|        | Lumparland Sinisessä kentässä kultalyhde, molemmin puolin sitä kohti kaartuva hopeinen, punavaruksinen kala. (d'azzurro, al covone d'oro accostato da due pesci incurvati d'argento, alettati di rosso)                                                                                                   |
|        | Mariehamn Sinisessä kentässä pysty kulta-ankkuri, sen yläpuolella lakio, jossa kolme vihreää lehmuksen lehteä. (d'azzurro, all'ancora d'oro, al capo dello stesso, caricato di tre foglie di tiglio di verde)                                                                                             |
|        | Saltvik Kilpi alaisen harjakoron jakama punaiseen ja kultaan, punaisessa kentässä kaksi kultaliljaa vieretysten. (di rosso, alla punta alzata d'oro, caricata a sei linee spinate di nero poste in fascia, accostata da due gigli pure d'oro posti in capo)                                               |
|        | Sottunga Sinisessä kentässä vene kahden aaltonauhan yläpuolella; kaikki kultaa paitsi maston huipussa punainen, kolmikielekkeinen lippu. (d'azzurro, alla barca d'oro navigante su due filetti spinati dello stesso, banderuolata di tre punte di rosso)                                                  |
|        | Sund Punaisessa kentässä sakarainen, tornilla varustettu kultainen harjamuuri; harjalla kultainen viiri. (di rosso, alla torre coperta d'oro, banderuolata dello stesso, finestrata di nero, accostata da due muri merlati di due pezzi ciascuno pure d'oro)                                              |
|        | Vårdö Sinisessä kentässä hopeinen kartio, jossa kulta-punainen liekki. (d'azzurro, alla torre per segnalazioni d'argento, infiammata d'oro, ripieno di rosso) |